# Paghe
Paghe, Page o Peghe (in greco antico: Παγαί?, Pagài) era, assieme a Nisea, uno dei due porti della polis di Megara, che dava alla città l'accesso sul Golfo di Corinto.

## Storia
Secondo alcune fonti di mitologia greca Paghe era stata la città natale di Tereo o comunque questi ne era stato re.
Nel 455 a.C. Paghe fu occupata dagli Ateniesi, che volevano assicurarsi una base navale per le operazioni nel Golfo di Corinto. Col trattato di pace tra Atene e Sparta, Paghe passò sotto l'influenza di Megara.
Dal 193 a.C. Paghe divenne indipendente da Megara ed entrò nella Lega achea, fino alla conquista romana nel 146 a.C.. 
In epoca romana era abbastanza importante da coniare una propria moneta.
Quando Pausania visitò Paghe, gli fu mostrato un notevole bronzo di Artemide Soteira (Salvatrice).
Al tempo della dominazione turca la città-porto risultava abbandonata da lungo tempo.
Resti delle mura della città sono oggi visibili nei pressi del moderno villaggio di Alepokhóri (Αλεποχώρι).